# Fonda-Savio-Hütte
Horská chata Fonda-Savio-hütte (italsky Rifugio Fonda-Savio) je útočiště Italského alpského klubu CAI nalézající se v nadmořské výšce 2367 m v horské skupině Cadini di Misurina v Sextenských Dolomitech v Itálii.
Chata je snadno dostupná pro jednodenní výlety, slouží jako základna pro četné horolezecké túry a lze ji využít jako etapový cíl při túrách po Sextenských Dolomitech.
Chata je pojmenována po třech bratrech Pierovi, Paolovi a Sergiovi Fonda-Saviových, kteří zahynuli ve druhé světové válce. Tři bratři byli dětmi partyzánského bojovníka Antonia Fondy-Savia a jeho manželky Letizie Svevo, dcery Itala Sveva.

## Přístup a přechody
- Ze silnice nad Misurinou po trase č. 115 (cca 550 výškových metrů, 1 2⁄3 hodiny).
- Z parkoviště nad jezerem Lago d´Antorno po stezce č. 119 a 117 (cca 500 výškových metrů, 1 2⁄3 hodiny).
- Od chaty Auronzohütte (2320 m n. m.) po stezce Bonacossaweg (2 hodiny).
- Na Rifugio Città di Carpi (2110 m n. m.) po stezce Durissini (3 hodiny)

## Túry v okolí chaty
- Via Ferrata Merlone na severovýchodní Cadinspitze (4 hodiny)
- Torre Wundt (2517 m n. m.), klasické lezení nedaleko chaty obtížnost IV
- Giro dei Cadini (Forcella Nevaio - Forcella Verzi - Forcella Maria - Forcella Cadin Deserto - Forcella Sabbiosa - Forcella della Torre Grande) (= Sentiero Durissini): velmi náročná vysokohorská trasa, 4-5 hodin.

## Galerie

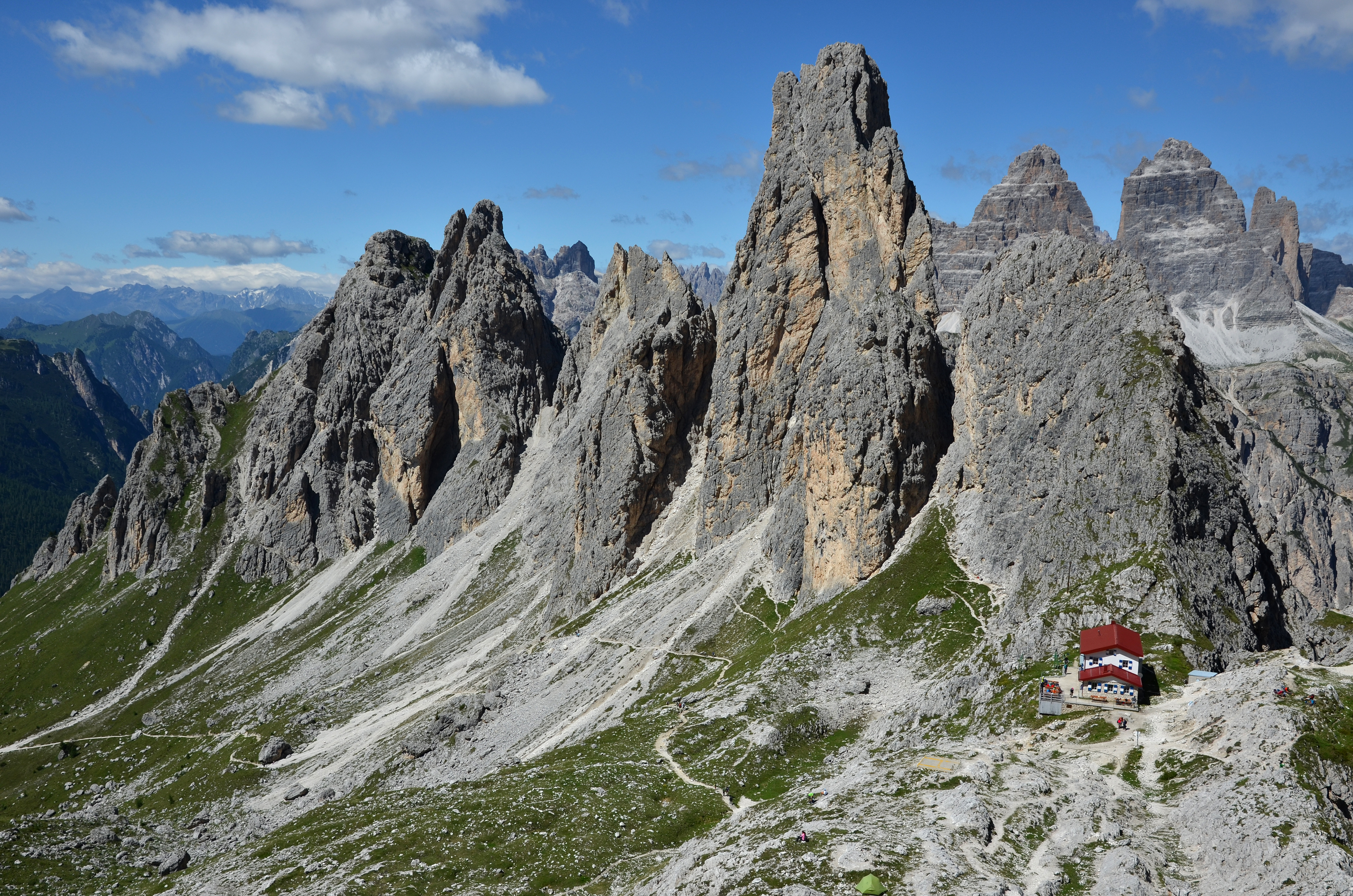
Rifugio Fonda Savio
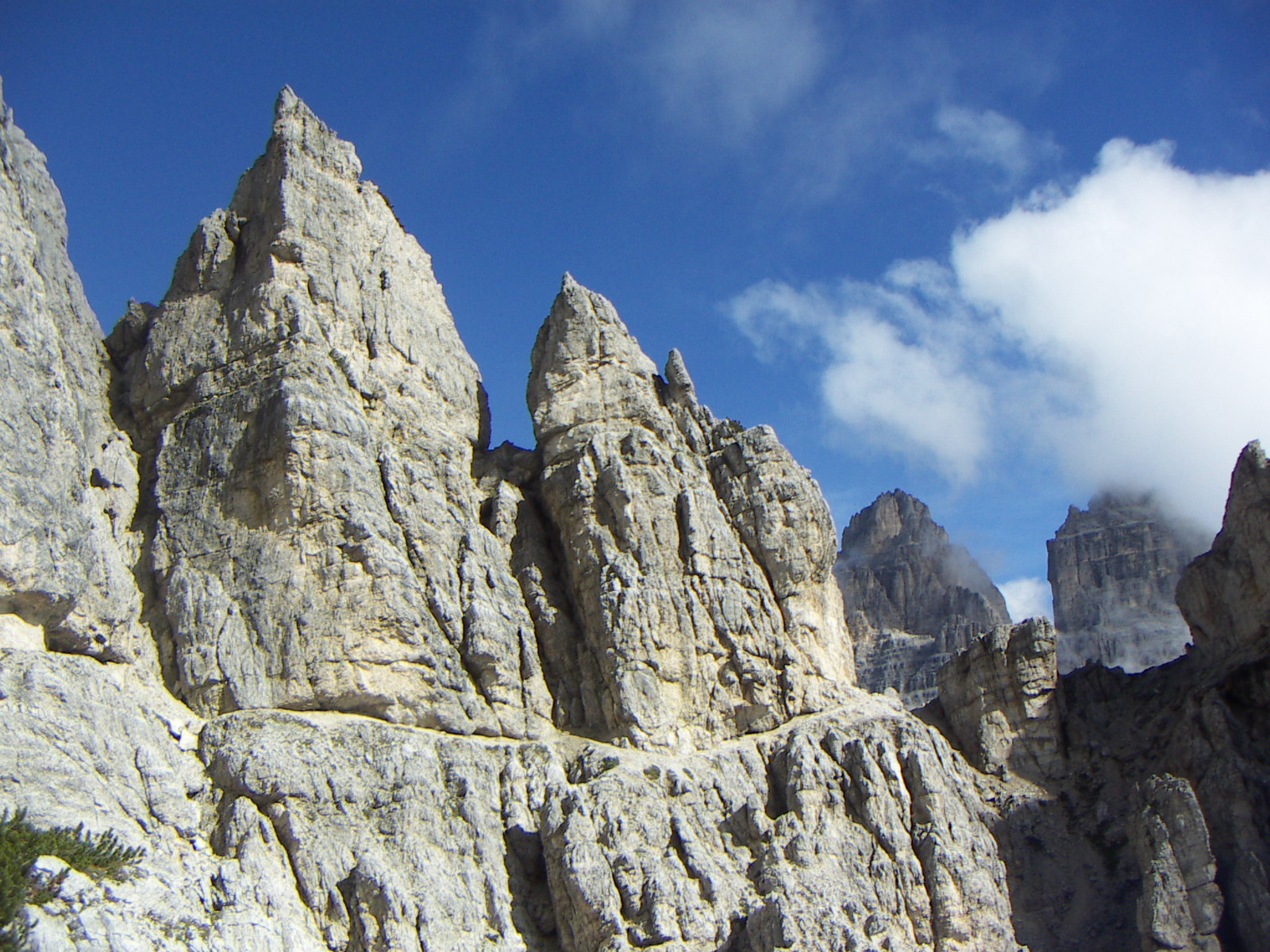
pohled na Bonacossaweg vedoucí k chatě